# Przypadłość
Akcydens, przypadłość, cecha akcydentalna (łac. accidens, gr. συμβεβηκός) – wywodzące się z filozofii Arystotelesa pojęcie ontologiczne funkcjonujące przede wszystkim w metafizyce klasycznej (arystotelesowsko-tomistycznej), przeciwieństwo atrybutu (cechy istotowej). Akcydens to taka cecha danej substancji, bez której pozostaje ona nadal tą samą substancją. Np. dla Sokratesa bycie uzdolnionym muzycznie czy łysym można uznać za cechę akcydentalną bycia Sokratesem, natomiast bycie racjonalnym czy bycie (nie bycie) zwierzęciem jest jego cechą istotową (atrybutem), tj. taką, bez której nie byłby już tym samym Sokratesem.